# IC 2948
IC 2948 ist ein Emissionsnebel (zusammen mit IC 2944 und weiteren Teil des "Running Chicken Nebula") im Sternbild Zentaur. Das Objekt wurde im Jahre 1904 von Royal Harwood Frost entdeckt.